# Nação Fortaleza
Nação Fortaleza é um bloco carnavalesco do estado brasileiro do Ceará. Foi fundado em 25 de março de 2004, como forma de marcar o Dia do Maracatu e as comemorações dos 120 anos da abolição da escravatura no Ceará. O Maracatu Nação Fortaleza tem como objetivo inserir crianças e adolescentes na cultura de maracatus, e assim trazer a participação efetiva de novas gerações dando continuidade ao trabalho dos antigos mestres. 
O Maracatu Nação Fortaleza iniciou suas atividades com um trabalho voltado para estabelecer critérios de qualidade e pesquisa na elaboração do vestuário e dos adereços de seus componentes, ensejando a investigação histórica e o caráter inovador de seus timbres e ritmos, tendo como prioridade a participação dos brincantes em todos os setores do folguedo, com a realização de oficinas contemplando diversas formas de habilidades e o manuseio de materiais na confecção de roupas e elementos para as apresentações do grupo.
Idealizador do Maracatu Nação Fortaleza, Calé Alencar é autor de loas apresentadas pelos maracatus Az de Ouro, Nação Baobab e Vozes da África no desfile carnavalesco em Fortaleza. Seu mais recente trabalho, o disco Loas de Maracatu Cantigas de Liberdade, foi lançado em julho de 2005, em show realizado no Anfiteatro do Parque do Cocó. O disco comemora dez anos de atividades do artista no carnaval de rua, reunindo 16 loas interpretadas com seu vigor característico, configurando um trabalho autoral de acentuada qualidade e talento refinado.
Adotando como padrão as cores vermelho, amarelo, azul e branco, o Maracatu Nação Fortaleza incorpora, pela primeira vez na história, o nome da capital cearense a um grupo participante do desfile oficial do carnaval de rua.
Pretendendo imprimir uma marca original nas manifestações culturais de rua, o Maracatu Nação Fortaleza, além de sua participação efetiva no desfile tradicional do período carnavalesco, tem realizado apresentações na programação de eventos artísticos e culturais da cidade, criando oportunidade para a mostra do talento de crianças e jovens, aliados à experiência do grupo de brincantes adultos e exibindo seu cortejo em escolas, congressos, teatros, ruas, praças e centros culturais, contribuindo para a ampla divulgação do maracatu, evidenciando uma base com percussão e ritmo que preservam e ao mesmo tempo ampliam o  batuque tradicional das manifestações afro-descendentes de Fortaleza, acrescentando movimentos de expressão corporal, trabalhando matizes fortes para apresentação dos figurinos e inovando nos desenhos musicais dos tambores, de forma a apresentar um toque vigoroso e inovador além de contar com a participação de pais, mães, filhos e filhas de santo e adeptos das religiões afro-descendentes da capital cearense.
Foi o 5º colocado em 2013, o 6º colocado em 2014, e vice-campeão em 2015, perdendo o título de campeão no quesito de desempate, "rainha".
Em 2016, obteve a 5ª colocação no Carnaval de Fortaleza.